# Гіла-Кроссінг
Гіла-Кроссінг (англ. Gila Crossing) — переписна місцевість (CDP) в США, в окрузі Марікопа штату Аризона. Населення — 636 осіб (2020).

## Географія
Гіла-Кроссінг розташована за координатами 33°16′23″ пн. ш. 112°9′46″ зх. д. / 33.27306° пн. ш. 112.16278° зх. д. (33.273019, -112.162661).  За даними Бюро перепису населення США в 2010 році переписна місцевість мала площу 2,25 км², уся площа — суходіл.

## Демографія
Згідно з переписом 2010 року, у переписній місцевості мешкала 621 особа в 137 домогосподарствах у складі 114 родин. Густота населення становила 276 осіб/км².  Було 141 помешкання (63/км²).
Расовий склад населення:
| - 84,1 % — корінних американців - 3,4 % — білих - 0,8 % — чорних або афроамериканців - 1,1 % — осіб інших рас |

До двох чи більше рас належало 10,6 %. Частка іспаномовних становила 14,7 % від усіх жителів.
За віковим діапазоном населення розподілялося таким чином: 41,5 % — особи молодші 18 років, 55,3 % — особи у віці 18—64 років, 3,2 % — особи у віці 65 років та старші. Медіана віку мешканця становила 22,1 року. На 100 осіб жіночої статі у переписній місцевості припадало 88,8 чоловіків;  на 100 жінок у віці від 18 років та старших — 86,2 чоловіків також старших 18 років.
Середній дохід на одне домашнє господарство  становив 54 639 доларів США (медіана — 35 500), а середній дохід на одну сім'ю — 60 520 доларів (медіана — 41 250). За межею бідності перебувало 44,6 % осіб, у тому числі 59,2 % дітей у віці до 18 років та 16,0 % осіб у віці 65 років та старших.
Цивільне працевлаштоване населення становило 239 осіб. Основні галузі зайнятості: мистецтво, розваги та відпочинок — 39,7 %, освіта, охорона здоров'я та соціальна допомога — 22,6 %, виробництво — 8,4 %, будівництво — 7,5 %.